# アンリ・フォシヨン
アンリ・フォシヨン（仏: Henri Focillon、1881年9月7日 - 1943年3月3日）は、フランスの美術史家。

## 経歴
出生から修学時
1881年、ブルゴーニュ地方の首都ディジョンに生まれた。父のヴィクトル・フォシヨンは銅版画家で、豊かな芸術環境の元で育った。パリのエコール・ノルマル・シュペリウール（高等師範学校）で古典文学を学んだ。
美術史研究者として
その後はリヨン大学で近代美術史の教授となり、リヨン市立美術館館長を兼務をした。1924年、エミール・マールの後任としてソルボンヌ（パリ大学）「中世美術史講座」教授に就任。1938年よりコレージュ・ド・フランス教授を兼任した。中世から近代美術に関する重要な著作を次々に発表。チェッリーニやピラネージの作家論で知られているが、東洋美術に関連する著作もあり、仏教美術、浮世絵のうち葛飾北斎に関する著作がある。
第二次世界大戦とアメリカ移住以降
第二次世界大戦の勃発と共にアメリカ合衆国に亡命。イェール大学ほか諸大学で美術史・考古学を講じたが、フランス解放を前にコネチカット州ニューヘイブンで客死した。

## 日本語訳
- 『形の生命』 杉本秀太郎訳、岩波書店、1969年
  - 改訳版『形の生命』 平凡社ライブラリー、2009年
- 『かたちの生命』 阿部成樹訳、ちくま学芸文庫、2004年
- 『西欧の芸術1 ロマネスク』 鹿島出版会、1970年／SD選書 上下、1976年
- 『西欧の芸術2 ゴシック』[2] 鹿島出版会、1972年／SD選書 上下、1976年
各 神沢栄三・加藤邦男・長谷川太郎・高田勇訳
- 『至福千年 西欧のあけぼの』 神沢栄三訳、みすず書房、1971年、新版1992年
- 『ロマネスク彫刻 形体の歴史を求めて』 辻佐保子訳、中央公論社、1975年
- 『ピエロ・デッラ・フランチェスカ』 原章二訳、白水社、1997年、新版2009年
- 『ラファエッロ 幸福の絵画』 原章二訳、平凡社ライブラリー、2001年
- 『フォルムの素描家 レンブラント』 原章二訳、彩流社、2002年[3]

## 評伝・研究
- 阿部成樹『アンリ・フォシヨンと未完の美術史－かたち・生命・歴史』岩波書店、2019年